# Hörnesite
La hörnesite è un minerale.
Prende nome da Moritz Hoernes.